# ريان كان
ريان كان (بالإنجليزية: Ryan Kane)‏ (26 نوفمبر 1991 بغلاسكو في المملكة المتحدة - ) هو لاعب كرة قدم بريطاني في مركز الوسط. لعب مع نادي كلايد وجلينفتون أثلتيك ‏ ونادي غرينوك مورتون.

## وصلات خارجية
- ريان كان على موقع قاعدة بيانات كرة القدم.إي يو (الإنجليزية)
- ريان كان على موقع Soccerbase.com (لاعب) (الإنجليزية)